# Don't Forget Me
Don't Forget Me je původní píseň, představená v patnácté epizodě hudebního televizního seriálu Smash s názvem Bombshell. Složili ji Marc Shaiman a Scott Wittman, ale v prostředí seriálu to bylo skladatelské duo Tom Levitt (Christian Borle) a Julia Houston (Debra Messing) pro jejich muzikál Bombshell, který pojednává o životě Marilyn Monroe.
V epizodě píseň zpívá Karen Cartwright (Katharine McPhee) jako Marilyn Monroe během bostonské generálky muzikálu poté, co získala roli po Rebecce Duvall (Uma Thurman), která z muzikálu odešla.
Píseň zopakovala Ivy Lynn (Megan Hilty) ve dvanácté epizodě druhé série s názvem Opening Night, jako součást představení na broadwayské premiéře Bombshell, kde roli Marylin hrála Ivy.
Píseň byla vydána jako singl na iTunes a Amazon.com a je dostupná na soundtrackovém albu seriálu, Bombshell.